# Мацеевский, Анджей
Анджей Мацеевский (пол. Andrzej Maciejewski; род. 9 июля 1951, Быдгощ) — польский шахматист, международный мастер (1987).
В составе национальной сборной по шахматам участник следующих соревнований:
- 5-й командный чемпионат Европы (1973) в Бате.
- 2-я Телешахолимпиада (1981/1982).

В составе различных команд многократный участник командных чемпионатов Польши (1974—1980, 1982—1985, 1990—1992). В 1978 в составе клуба «KS Łączność Bydgoszcz» стал чемпионом страны. Помимо этого, А. Мацеевский выиграл 1 серебряную медаль (1984) и 3 бронзовые медали (1974, 1982, 1983) данного соревнования, а также завоевал 1 золотую медаль в индивидуальном зачёте (1975).

## Изменения рейтинга
| Графики недоступны из-за технических проблем. См. информацию на Фабрикаторе и на mediawiki.org. |